# ساندرا دوسن
ساندرا دوسن (30 أكتوبر 1962 بدبلن في جمهورية أيرلندا - ) (بالإنجليزية: Sandra Dawson) هي لاعبة كريكت أيرلندية. شاركت مع منتخب أيرلندا للكريكت.

## وصلات خارجية
- ساندرا دوسن على موقع إي آس بي آن كريك إنفو (الإنجليزية)